# Erik Gren
Erik Idor Theander Gren (* 3. Oktober 1904 in Karlstad; † 21. November 1959 in Uppsala) war ein schwedischer Althistoriker und Bibliothekar.
Erik Gren arbeitete seit 1931 an der Universität Uppsala als Bibliothekar. An der Universität wurde er 1941 mit der Dissertation Kleinasien und der Ostbalkan in der wirtschaftlichen Entwicklung der römischen Kaiserzeit promoviert und wurde noch im selben Jahr Universitätsdozent. 1944 wurde er Oberbibliothekar, 1947 Oberbibliotheksrat. Gren war Fachmann für die Wirtschaftsgeschichte der Römischen Kaiserzeit. Er war seit 1954 Mitglied der Nathan Söderblom-Gesellschaft und seit 1959 der Swedish Humanist Society Uppsala.

## Schriften
- Der Münzfund von Viminacium. Vorläufiger Bericht. Almquist & Wiksell/Harrassowitz, Uppsala/Leipzig 1934.
- Kleinasien und der Ostbalkan in der wirtschaftlichen Entwicklung der römischen Kaiserzeit. Uppsala 1941 (Reprint Ayerpub 1979, ISBN 0-405-12365-5).
- Herausgeber mit Bernhard Lewin: Donum natalicium H. S. Nyberg oblatum 28. mense dec. 1954. Almquist & Wiksell, Uppsala 1954.